# Walter Holscher
Walter Holscher (* 23. Januar 1900 in Hamburg; † 7. August 1973 in North Hollywood, Los Angeles; eigentlich Walter Paul Erhard Hölscher) war ein US-amerikanischer Szenenbildner deutscher Herkunft.

## Leben
Der gebürtige Walter Hölscher wuchs im Bezirk Altona in Hamburg auf und erhielt eine Ausbildung zum Stuckateur. Am 23. November 1923 siedelte er in die Vereinigten Staaten über. Laut dem Zensus von 1930 war Hölscher, der sich nunmehr Holscher nannte, mittlerweile in Los Angeles ansässig. Am 10. Mai 1935 wurde er eingebürgert. In Hollywood begann er 1939 seine Filmtätigkeit bei Columbia Pictures als Ausstatter und Assistent von Szenenbildnern. Als solcher arbeitete er häufig mit dem Filmarchitekten Lionel Banks zusammen, so auch bei Frank Capras Mr. Smith geht nach Washington.
Im Jahr 1943 trat Holscher erstmals als leitender Artdirector bei Columbia in Erscheinung, wobei ihm zunächst ausschließlich B-Filme anvertraut wurden. Ab 1946 war er auch für prestigeträchtigere Produktionen des Studios wie Der Jazzsänger (1946) zuständig. Bis 1965 war er an mehr als 70 Filmen beteiligt. Für Address Unknown (1944) und Pal Joey wurde er zusammen mit anderen Szenenbildnern jeweils für einen Oscar in der Kategorie Bestes Szenenbild nominiert. Er und seine Kollegen konnten sich jedoch nicht gegen die Konkurrenz durchsetzen. Ab 1956 arbeitete er auch mehrfach für das US-amerikanische Fernsehen.

## Filmografie (Auswahl)
- 1939: Mr. Smith geht nach Washington (Mr. Smith Goes to Washington) – Regie: Frank Capra
- 1946: Der Jazzsänger (The Jolson Story) – Regie: Alfred E. Green
- 1946: Gehaßt, gejagt, gefürchtet (Renegades) – Regie: George Sherman
- 1948: Blut und Gold (Relentless) – Regie: George Sherman
- 1948: Ein Mann für Millie (The Mating of Millie) – Regie: Henry Levin
- 1948: Thunderhoof – Regie: Phil Karlson
- 1949: Jolson Sings Again – Regie: Henry Levin
- 1949: Alarm in der Unterwelt (The Undercover Man) – Regie: Joseph H. Lewis
- 1950: Die Lügnerin (1950) (Harriet Craig) – Regie: Vincent Sherman
- 1950: Das skandalöse Mädchen (The Petty Girl) – Regie: Henry Levin
- 1951: Zwei von einer Sorte (Two of a Kind) – Regie: Henry Levin
- 1951: Das zweite Gesicht des Dr. Jekyll (The Son of Dr. Jekyll) – Regie: Seymour Friedman
- 1951: Unsichtbare Gegner (Santa Fe) – Regie: Irving Pichel
- 1952: Der unsichtbare Schütze (The Sniper) – Regie: Edward Dmytryk
- 1952: Teufel der weißen Berge (Indian Uprising) – Regie: Ray Nazarro
- 1952: Affäre in Trinidad (Affair in Trinidad) – Regie: Vincent Sherman
- 1953: Stunde der Abrechnung (Ambush at Tomahawk Gap) – Regie: Fred F. Sears
- 1953: Diese Frau vergißt man nicht (Let’s Do It Again) – Regie: Alexander Hall
- 1953: Der Wilde (The Wild One) – Regie: László Benedek
- 1955: Meine Schwester Ellen (My Sister Eileen) – Regie: Richard Quine
- 1956: Geliebt in alle Ewigkeit (The Eddy Duchin Story) – Regie: George Sidney
- 1957: Verschollen in Japan (Escapade in Japan) – Regie: Arthur Lubin
- 1957: Pal Joey – Regie: George Sidney
- 1958: Jakobowsky und der Oberst (Me and the Colonel) – Regie: Peter Glenville
- 1960: Nur wenige sind auserwählt (Song Without End) – Regie: Charles Vidor
- 1962: Der Tiger ist unter uns (13 West Street) – Regie: Philip Leacock
- 1963: Revolverhelden von Wyoming (Cattle King) – Regie: Tay Garnett

## Auszeichnungen
- 1945: Oscar-Nominierung in der Kategorie Bestes Szenenbild für Address Unknown (zusammen mit Lionel Banks, Joseph Kish)
- 1958: Oscar-Nominierung in der Kategorie Bestes Szenenbild für Pal Joey (zusammen mit William Kiernan, Louis Diage)